# Nati nel 1942/Gennaio
| Questa pagina contiene informazioni ricavate automaticamente dalle voci biografiche con l'ausilio del template Bio e di un bot. L'aggiornamento è periodico e automatico e ricostruisce completamente la pagina. Se manca una persona in questa lista, sei pregato di non aggiungerla, ma accertati piuttosto che la sua voce biografica contenga il template Bio e che i dati anagrafici siano correttamente compilati. Se il template Bio manca, inseriscilo tu stesso o, in alternativa, metti l'avviso {{tmp\|Bio}} che ne segnala la mancanza. Se i dati riportati sono sbagliati, correggi direttamente la voce biografica; le modifiche saranno visibili in questa lista entro pochi giorni. Per chiarimenti vedi il progetto biografie. La lista contiene solo le 225 persone che sono citate nell'enciclopedia e per le quali è stato implementato correttamente il template Bio. Pagina aggiornata al 10 ago 2025. |

- 1º gennaio - Bruno Arcari, ex pugile italiano
- 1º gennaio - Dennis Archer, politico statunitense
- 1º gennaio - James Baffico, regista, attore e produttore cinematografico statunitense
- 1º gennaio - Martin Frost, politico statunitense
- 1º gennaio - Célestin Gaombalet, politico centrafricano († 2017)
- 1º gennaio - Mahama Johnson Traoré, regista senegalese († 2010)
- 1º gennaio - Brian Kernighan, informatico canadese
- 1º gennaio - Lucjan Kudzia, ex slittinista polacco
- 1º gennaio - Luigi Manna, politico italiano
- 1º gennaio - Country Joe McDonald, cantautore statunitense
- 1º gennaio - Alassane Ouattara, politico e economista ivoriano
- 1º gennaio - Gennadij Vasil'evič Sarafanov, cosmonauta sovietico († 2005)
- 1º gennaio - Marich Man Singh Shrestha, politico nepalese († 2013)
- 1º gennaio - Greta Vaillant, attrice e scrittrice francese († 2000)
- 1º gennaio - John Verdon, scrittore statunitense
- 1º gennaio - Antonio Vittorio Vivaldi, giocatore di bridge italiano
- 1º gennaio - Adil Abd al-Mahdi, politico iracheno
- 2 gennaio - Giuseppe Basile, storico dell'arte, critico d'arte e saggista italiano († 2013)
- 2 gennaio - Luigi Boggio, politico italiano
- 2 gennaio - Manuel Gadea, ex cestista uruguaiano
- 2 gennaio - Jesús Glaría Jordán, calciatore spagnolo († 1978)
- 2 gennaio - Gerald Govan, ex cestista statunitense
- 2 gennaio - Manuel Gutiérrez Aragón, regista, sceneggiatore e scrittore spagnolo
- 2 gennaio - Thomas Hammarberg, politico e attivista svedese
- 2 gennaio - Dennis Hastert, ex politico e criminale statunitense
- 2 gennaio - Aleksandr Majorov, regista sovietico († 2017)
- 2 gennaio - Luciano Puccini, scenografo e designer italiano
- 2 gennaio - Carlo Rognoni, giornalista e politico italiano
- 2 gennaio - Edoardo Romano, comico, attore e cabarettista italiano
- 2 gennaio - Evgenij Rudakov, calciatore sovietico († 2011)
- 2 gennaio - Sandro Schmid, sindacalista e politico italiano
- 2 gennaio - Jetty Siebenlist, ex cestista olandese
- 3 gennaio - Donna Axum, modella statunitense († 2018)
- 3 gennaio - Alessandro Cocco, personaggio televisivo italiano († 2020)
- 3 gennaio - Lucio Comar, pittore italiano († 2014)
- 3 gennaio - Pasquale Giuliano, magistrato e politico italiano
- 3 gennaio - Dušan Kováč, storico e scrittore slovacco
- 3 gennaio - Igor Oleszkiewicz, ex cestista polacco
- 3 gennaio - Giuseppe Pisante, imprenditore italiano († 2009)
- 3 gennaio - László Sólyom, politico ungherese († 2023)
- 3 gennaio - John Thaw, attore inglese († 2002)
- 3 gennaio - Danièle Thompson, sceneggiatrice e regista francese
- 4 gennaio - Ebrahim Ashtiani, calciatore iraniano († 2017)
- 4 gennaio - John McLaughlin, chitarrista britannico
- 5 gennaio - Ozren Bonačić, allenatore di pallanuoto e ex pallanuotista jugoslavo
- 5 gennaio - Jaber Al-Mubarak Al-Hamad Al-Sabah, politico kuwaitiano († 2024)
- 5 gennaio - Hans-Peter Joisten, pilota automobilistico tedesco († 1973)
- 5 gennaio - Ferenc Kiss, lottatore ungherese († 2015)
- 5 gennaio - Ernst Meincke, attore e doppiatore tedesco
- 5 gennaio - Maurizio Pollini, pianista e direttore d'orchestra italiano († 2024)
- 5 gennaio - Charlie Rose, giornalista e conduttore televisivo statunitense
- 5 gennaio - Dany Saval, attrice francese
- 6 gennaio - Peter J. Denning, informatico statunitense
- 6 gennaio - Roberto Peccei, fisico italiano († 2020)
- 7 gennaio - Vasilij Alekseev, sollevatore sovietico († 2011)
- 7 gennaio - Jesse Branson, cestista statunitense († 2014)
- 7 gennaio - Ricardo Ezzati Andrello, cardinale e arcivescovo cattolico italiano
- 7 gennaio - Jim Fleming, calciatore scozzese († 2020)
- 7 gennaio - Jörg Lucke, ex canottiere tedesco
- 7 gennaio - Carlo Mazza, vescovo cattolico italiano
- 7 gennaio - Takao Nishiyama, ex calciatore giapponese
- 7 gennaio - Horațiu Rădulescu, compositore romeno († 2008)
- 8 gennaio - Teo Cruz, cestista portoricano († 2005)
- 8 gennaio - Robin Ellis, attore britannico
- 8 gennaio - Giovanni Finazzo, poliziotto, funzionario e prefetto italiano († 2019)
- 8 gennaio - Stephen Hawking, cosmologo, fisico e astrofisico britannico († 2018)
- 8 gennaio - Zoran Janković, pallanuotista jugoslavo († 2002)
- 8 gennaio - Haruki Kadokawa, produttore cinematografico, regista e sceneggiatore giapponese
- 8 gennaio - Jun'ichirō Koizumi, politico giapponese
- 8 gennaio - Angel Marin, militare e politico bulgaro († 2024)
- 8 gennaio - Yvette Mimieux, attrice statunitense († 2022)
- 8 gennaio - Monique Ohsan Bellepeau, politica mauriziana
- 8 gennaio - Valter Scavolini, imprenditore italiano
- 8 gennaio - Bob Taft, politico statunitense
- 8 gennaio - Vjačeslav Dmitrievič Zudov, cosmonauta sovietico († 2024)
- 9 gennaio - Ferruccio Biasucci, ex cestista francese
- 9 gennaio - Ingo Buding, tennista tedesco († 2003)
- 9 gennaio - John Dunning, scrittore statunitense († 2023)
- 9 gennaio - Enrique Estrázulas, scrittore, drammaturgo e giornalista uruguaiano († 2016)
- 9 gennaio - Stuart Graham, pilota motociclistico britannico
- 9 gennaio - Lee Kun-hee, imprenditore sudcoreano († 2020)
- 9 gennaio - Thomas Nguyễn Văn Trâm, vescovo cattolico vietnamita
- 9 gennaio - Werner Schnitzer, attore tedesco
- 9 gennaio - Eisso Woltjer, politico olandese
- 10 gennaio - Gianmarco Calleri, imprenditore, dirigente sportivo e calciatore italiano († 2023)
- 10 gennaio - Beniamino Giribaldi, organaro italiano († 2021)
- 10 gennaio - Jaime Graça, calciatore portoghese († 2012)
- 10 gennaio - Walter Hill, regista e sceneggiatore statunitense
- 10 gennaio - Glyna Masten, ex cestista statunitense
- 11 gennaio - Bud Acton, ex cestista statunitense
- 11 gennaio - Clarence Clemons, sassofonista statunitense († 2011)
- 11 gennaio - Muriel Day, cantante irlandese
- 11 gennaio - Blas Matamoro, scrittore, avvocato e giornalista argentino
- 11 gennaio - George Mira, giocatore di football americano statunitense
- 11 gennaio - Bill Sheridan, cestista e allenatore di pallacanestro statunitense († 2020)
- 11 gennaio - Joel Zwick, regista statunitense
- 11 gennaio - František Ševčík, hockeista su ghiaccio cecoslovacco († 2017)
- 12 gennaio - Art Becker, ex cestista e allenatore di pallacanestro statunitense
- 12 gennaio - Nelson Díaz, calciatore uruguaiano († 2018)
- 12 gennaio - Rosario Gambino, mafioso italiano
- 12 gennaio - Chet Jastremski, nuotatore statunitense († 2014)
- 12 gennaio - Ramiro de León Carpio, politico guatemalteco († 2002)
- 12 gennaio - Michel Mayor, astronomo svizzero
- 12 gennaio - Bedy Moratti, attrice italiana
- 12 gennaio - Gaetano Rabbito, politico italiano
- 12 gennaio - Hilary Weston, politica, imprenditrice e scrittrice canadese († 2025)
- 13 gennaio - Carol Cleveland, attrice e comica statunitense
- 13 gennaio - Saverio Mammoliti, mafioso italiano
- 13 gennaio - Piero Marini, arcivescovo cattolico italiano
- 13 gennaio - Jean-Marie Trappeniers, calciatore belga († 2016)
- 13 gennaio - Hartmut Weiß, ex calciatore tedesco
- 13 gennaio - Hans Werner Sokop, poeta e traduttore austriaco
- 14 gennaio - Stig Engström, attore svedese
- 14 gennaio - Michael Gwisdek, attore e regista tedesco († 2020)
- 14 gennaio - Roger Jackson, ex canottiere canadese
- 14 gennaio - Gerben Karstens, ciclista su strada e pistard olandese († 2022)
- 14 gennaio - Iván Moreno, ex velocista cileno
- 14 gennaio - Luigi Zuccotti, ex ciclista su strada e pistard italiano
- 14 gennaio - Eladio Zárate, ex calciatore paraguaiano
- 15 gennaio - Bohdan Andrzejewski, ex schermidore polacco
- 15 gennaio - Werner Görts, ex calciatore tedesco
- 15 gennaio - Zhirayr Poghosyan, politico karabakho
- 15 gennaio - Francesco Ricci Bitti, dirigente d'azienda, dirigente sportivo e ex tennista italiano
- 15 gennaio - Gaetano Salvemini, allenatore di calcio e calciatore italiano († 2024)
- 15 gennaio - Barbara Tarbuck, attrice statunitense († 2016)
- 16 gennaio - René Angélil, cantante, imprenditore e produttore discografico canadese († 2016)
- 16 gennaio - Richard Bohringer, attore, drammaturgo e sceneggiatore francese
- 16 gennaio - Nicole Fontaine, politica francese († 2018)
- 16 gennaio - Tony Hall, politico e ambasciatore statunitense
- 17 gennaio - Muhammad Ali, pugile statunitense († 2016)
- 17 gennaio - Randy Boone, attore statunitense
- 17 gennaio - Renzo Sambo, canottiere italiano († 2009)
- 17 gennaio - Karel Van Miert, politico belga († 2009)
- 18 gennaio - Eric Barber, allenatore di calcio e calciatore irlandese († 2014)
- 18 gennaio - Pasquale Barra, mafioso italiano († 2015)
- 18 gennaio - Antônio Lima dos Santos, calciatore brasiliano († 2025)
- 18 gennaio - Johnny Servoz-Gavin, pilota automobilistico francese († 2006)
- 18 gennaio - Stephen Kalinich, paroliere, poeta e pittore statunitense
- 18 gennaio - Klaus Wiese, polistrumentista tedesco († 2009)
- 19 gennaio - Gianfranco Borsari, allenatore di calcio e ex calciatore italiano
- 19 gennaio - Michael Crawford, attore e cantante britannico
- 19 gennaio - Antonio Delogu, filosofo italiano
- 19 gennaio - Piero Floriani, italianista e politico italiano († 2018)
- 19 gennaio - Ken Hodgson, calciatore inglese († 2007)
- 19 gennaio - Josef Hrdlička, vescovo cattolico e saggista ceco
- 19 gennaio - Valerio Isidori, attore italiano († 2014)
- 19 gennaio - Nara Leão, cantante e chitarrista brasiliana († 1989)
- 19 gennaio - Reiner Schöne, attore tedesco
- 19 gennaio - Kōji Watanabe, ex tennista giapponese
- 20 gennaio - Linda Moulton Howe, giornalista e saggista statunitense
- 20 gennaio - Ralph Ungermann, imprenditore e ingegnere statunitense († 2015)
- 21 gennaio - Freddy Breck, cantante, compositore e showman tedesco († 2008)
- 21 gennaio - Eugène Camara, politico guineano († 2019)
- 21 gennaio - Maria Paola Colombo Svevo, politica italiana († 2010)
- 21 gennaio - Han Pil-hwa, ex pattinatrice di velocità su ghiaccio nordcoreana
- 21 gennaio - Ilija Lukić, allenatore di calcio e calciatore jugoslavo († 2018)
- 21 gennaio - Mac Davis, cantautore statunitense († 2020)
- 21 gennaio - Barry Mahy, calciatore inglese († 2020)
- 21 gennaio - Anna Ranalli, modella, attrice e cantante italiana
- 21 gennaio - Edwin Starr, cantante statunitense († 2003)
- 21 gennaio - Michael G. Wilson, produttore cinematografico e sceneggiatore statunitense
- 22 gennaio - Dīmītrīs Domazos, calciatore greco († 2025)
- 22 gennaio - Amin Gemayel, politico libanese
- 22 gennaio - Philippe Jacquin, scrittore francese († 2002)
- 22 gennaio - Mario Lettieri, politico italiano
- 22 gennaio - Angelo Nuvoletta, mafioso italiano († 2013)
- 22 gennaio - Potito Salatto, politico italiano († 2016)
- 22 gennaio - Juan Carlos Sarnari, calciatore argentino († 2023)
- 23 gennaio - Hans Alser, tennistavolista svedese († 1977)
- 23 gennaio - Pedro Araya Toro, ex calciatore cileno
- 23 gennaio - Willy Bogner, imprenditore, regista cinematografico e dirigente sportivo tedesco
- 23 gennaio - Punsalmaagiin Ochirbat, politico mongolo († 2025)
- 23 gennaio - Rildo, calciatore brasiliano († 2021)
- 23 gennaio - Andreas Stylianou, ex calciatore cipriota
- 23 gennaio - Herman Tjeenk Willink, politico olandese
- 24 gennaio - Nicola De Rinaldo, regista e sceneggiatore italiano
- 24 gennaio - Daria Fantoni, cavallerizza italiana
- 24 gennaio - James Files, criminale e ex agente segreto statunitense
- 24 gennaio - Ingo Friedrich, politico tedesco
- 24 gennaio - Gary Hart, wrestler statunitense († 2008)
- 24 gennaio - Alberto Isidori, ingegnere italiano
- 24 gennaio - Olav Nilsen, calciatore norvegese († 2021)
- 24 gennaio - Valerij Obodzinskij, cantante russo († 1997)
- 24 gennaio - Erik Pascoli, velista italiano († 2013)
- 24 gennaio - Ivo Rudić, calciatore australiano († 2009)
- 24 gennaio - Ljudmila Michajlovna Savel'eva, attrice e ballerina sovietica
- 24 gennaio - Ernst Streng, pistard tedesco († 1993)
- 24 gennaio - Kjell Wangen, calciatore norvegese († 2019)
- 25 gennaio - Carl Eller, ex giocatore di football americano statunitense
- 25 gennaio - Eusébio, calciatore portoghese († 2014)
- 25 gennaio - Felice Piemontese, scrittore, giornalista e poeta italiano
- 25 gennaio - Ignazio Zambito, vescovo cattolico italiano
- 26 gennaio - Takaho Kojima, goista giapponese
- 26 gennaio - Hans-Jörg Krüger, cestista tedesco († 2023)
- 26 gennaio - Maria Virginia Onorato, attrice, sceneggiatrice e regista italiana († 2017)
- 26 gennaio - Koen Wessing, fotografo olandese († 2011)
- 27 gennaio - Tasuku Honjo, medico giapponese
- 27 gennaio - Aniela Majde, ex cestista polacca
- 27 gennaio - Paul Quilès, politico francese († 2021)
- 27 gennaio - Stewart Raffill, regista e sceneggiatore britannico
- 27 gennaio - Valentin Samungi, pallamanista rumeno († 2024)
- 27 gennaio - Bronisław Sularz, calciatore polacco († 2007)
- 27 gennaio - John Witherspoon, attore e comico statunitense († 2019)
- 27 gennaio - Steve Wynn, collezionista d'arte e imprenditore statunitense
- 28 gennaio - Hans-Jürgen Bäumler, ex pattinatore artistico su ghiaccio, attore e cantante tedesco
- 28 gennaio - Sjoukje Dijkstra, pattinatrice artistica su ghiaccio olandese († 2024)
- 28 gennaio - André Waignein, compositore belga († 2015)
- 29 gennaio - Ivo Barnabò Micheli, regista e sceneggiatore italiano († 2005)
- 29 gennaio - Paolo Dossena, produttore discografico e compositore italiano
- 29 gennaio - Vinnie Ernst, cestista statunitense († 1996)
- 29 gennaio - Franco Antonio Fanucchi, politico italiano († 1996)
- 29 gennaio - Claudine Longet, attrice, cantante e ex ballerina francese
- 29 gennaio - Arnaldo Tamayo Méndez, cosmonauta cubano
- 29 gennaio - Peter Sumner, attore australiano († 2016)
- 29 gennaio - Jean Wadoux, ex mezzofondista francese
- 29 gennaio - Jay Wolpert, sceneggiatore, produttore televisivo e attore statunitense († 2022)
- 30 gennaio - Marty Balin, cantante statunitense († 2018)
- 30 gennaio - Heidi Brühl, cantante e attrice tedesca († 1991)
- 30 gennaio - Camillo Gargano, velista italiano († 1999)
- 30 gennaio - Gian Franco Gianotti, filologo classico italiano
- 31 gennaio - Mariella Bettarini, poetessa, saggista e scrittrice italiana
- 31 gennaio - Daniela Bianchi, attrice e ex modella italiana
- 31 gennaio - Jean-Pierre Bourtayre, compositore francese († 2024)
- 31 gennaio - Adriana Giorda, pittrice italiana († 2018)
- 31 gennaio - Derek Jarman, regista e sceneggiatore britannico († 1994)